# Хвилинка (зупинний пункт)
Хвили́нка — пасажирський зупинний пункт Харківського залізничного вузла Південної залізниці між залізничною станцією Нова Баварія (відстань 2 км) та зупинним пунктом Рижів (відстань 2 км). Розташований біля перетину Залізничного в'їзду, проспекту Дзюби, вулиці Костянтина Калініна та вулиці Червона Алея у Новобаварському районі Харкова на кордоні двох історичних місцевостей: Хвилинки і Нової Баварії. Це остання платформа цієї залізничної гілки у межах Харкова. Наступна платформа — Рижів розташована вже за межами міста.
Відстань до станції Харків-Пасажирський — 8 км.

## Галерея

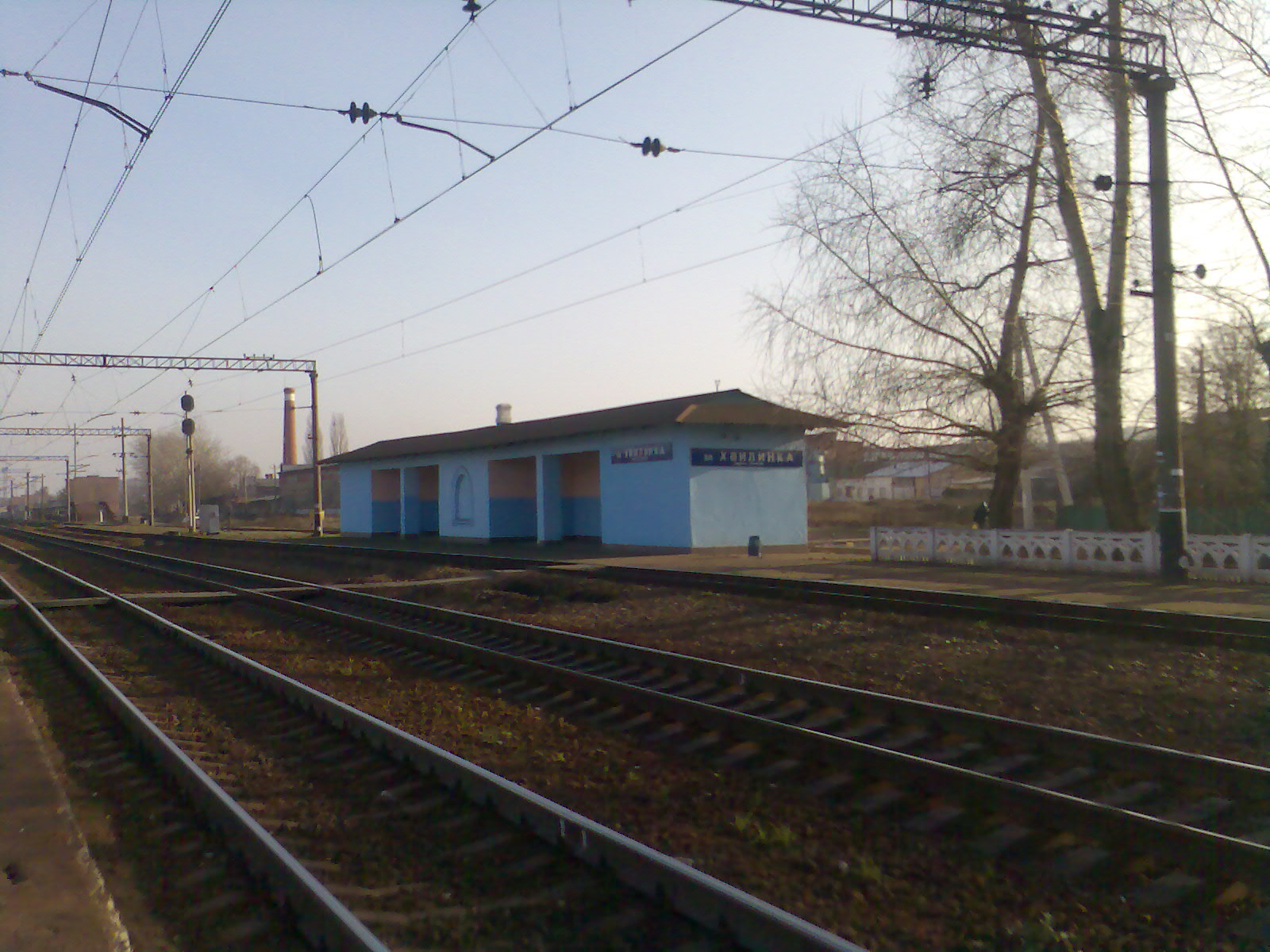
Будівля на платформі
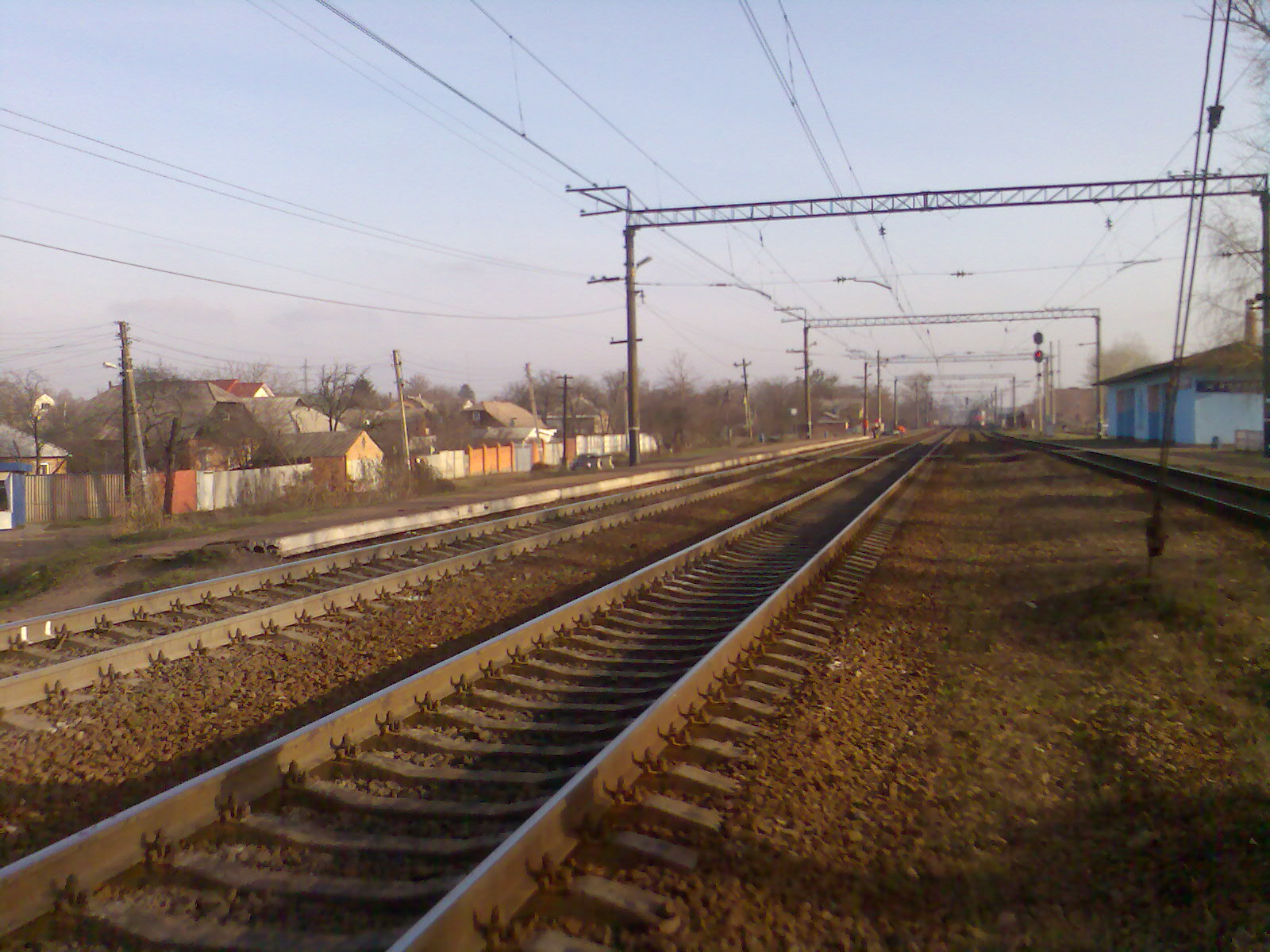
На цій платформі зупиняються потяги, що прямують зі сторони станції Нова Баварія